# روزا غودوي
روزا غودوي (بالإسبانية: Rosa Godoy) هي منافسة ألعاب القوى أرجنتينية، ولدت في 19 مارس 1982 في مقاطعة قرطبة في إسبانيا.

## وصلات خارجية
- روزا غودوي على موقع الاتحاد الدولي لألعاب القوى (الإنجليزية)
- روزا غودوي على موقع رابطة إحصائيات سباق الطريق (الإنجليزية)
- روزا غودوي على موقع الرابطة الدولية لركض المسار (الإنجليزية)
- روزا غودوي على موقع الرابطة الدولية لركض المسار (الإنجليزية)
- روزا غودوي على موقع أوليمبيديا (الإنجليزية)
- روزا غودوي على موقع اللجنة الأولمبية الأرجنتينية (الإسبانية)